# Monopeltis jugularis
Espèce
Synonymes
- Lepidosternon jugulare (Peters, 1880)
- Lepidosternon koppenfelsii Strauch, 1881
- Monopeltis semipunctata Boettger, 1893

Statut de conservation UICN

 DD  : Données insuffisantes
Monopeltis jugularis est une espèce d'amphisbènes de la famille des Amphisbaenidae.

## Répartition
Cette espèce est endémique d'Afrique centrale.

## Publication originale
- Peters, 1880 : Über neue oder weniger bekannte Amphibien des Berliner zoologischen Museums (Leposoma dispar, Monopeltis (Phractogonus) jugularis, Typhlops depressus, Leptocalamus trilineatus, Xenodon punctatus, Elapomorphus erythronotus, Hylomantis fallax). Monatsberichte der Königlich Preussischen Akademie der Wissenschaften zu Berlin, vol. 1, p. 217-225 (texte intégral).